# Mecysmauchenius chepu
Mecysmauchenius chepu is een spinnensoort uit de familie Mecysmaucheniidae. De soort komt voor in Chili.